# Thapa
Thapa ist ein nepalesischer Familienname. Er ist in zwei Volksgruppen (Kasten) verbreitet, bei den Chhetris und bei den Magars. Zur Unterscheidung werden diese Bezeichnungen manchmal mitangegeben (zum Beispiel in der Form »Thapa-Magar« oder »Magar-Thapa«).

## Namensträger
- Anirudh Thapa (* 1998), indischer Fußballspieler
- Bhimsen Thapa (1775–1839), dritter Premierminister Nepals
- Khagendra Thapa Magar (1992–2020), von Oktober 2010 bis Juni 2011 der kleinste Mann der Welt
- Kulbir Thapa (1889–1956), nepalesischer Soldat im Ersten Weltkrieg
- Manjushree Thapa (* 1968), nepalesische Schriftstellerin
- Ram Pratap Thapa (* 1950), nepalesischer Honorarkonsul in Deutschland
- Sagar Thapa (* 1985), nepalesischer Fußballspieler
- Shiva Thapa (* 1993), indischer Amateurboxer im Bantamgewicht
- Simantha Thapa (* 1998), nepalesischer Fußballspieler
- Suhana Thapa (* 1998), nepalesische Schauspielerin, Model und Filmproduzentin
- Surya Bahadur Thapa (1928–2015), nepalesischer Politiker, Ministerpräsident Nepals